# Sean Bentivoglio
Pour les articles homonymes, voir Bentivoglio (homonymie).
Sean Bentivoglio (né le 16 octobre 1985 à Thorold, dans la province de l'Ontario au Canada) est un joueur professionnel de hockey sur glace canado-italien.

## Carrière de joueur
Après un passage de quatre saisons avec les Purple Eagles de l'université de Niagara, il se joignit aux Bruins de Providence pour y terminer la saison 2006-2007. À la suite de ses performances avec les Bruins de la Ligue américaine de hockey, les Islanders de New York lui offrirent un contrat.
C'est ainsi qu'en 2007-2008, il se joignit à l'organisation new yorkaise en évoluant avec leur filiale des Sound Tigers de Bridgeport. La saison suivante, il débuta à Bridgeport mais parvint à jouer sa première partie dans la Ligue nationale de hockey face aux Canadiens de Montréal le 2 avril 2009.
Le 22 juillet 2010, il signe un contrat avec le Augsburger Panther de la DEL en Allemagne.

## Statistiques
| Saison     | Équipe                                   | Ligue      |    | Saison régulière | Saison régulière | Saison régulière | Saison régulière | Saison régulière |    | Séries éliminatoires | Séries éliminatoires | Séries éliminatoires | Séries éliminatoires | Séries éliminatoires |
| Saison     | Équipe                                   | Ligue      | PJ | B                | A                | Pts              | Pun              | PJ               | B  | A                    | Pts                  | Pun                  |                      |                      |
| 2003-2004  | Purple Eagles de l'Université de Niagara | NCAA       | 39 | 2                | 19               | 21               | 14               | -                | -  | -                    | -                    | -                    |                      |                      |
| 2004-2005  | Purple Eagles de l'Université de Niagara | NCAA       | 36 | 9                | 18               | 27               | 20               | -                | -  | -                    | -                    | -                    |                      |                      |
| 2005-2006  | Purple Eagles de l'Université de Niagara | NCAA       | 33 | 16               | 22               | 38               | 55               | -                | -  | -                    | -                    | -                    |                      |                      |
| 2006-2007  | Purple Eagles de l'Université de Niagara | NCAA       | 37 | 16               | 30               | 46               | 53               | -                | -  | -                    | -                    | -                    |                      |                      |
| 2006-2007  | Bruins de Providence                     | LAH        | 15 | 3                | 11               | 14               | 8                | 13               | 3  | 6                    | 9                    | 14                   |                      |                      |
| 2007-2008  | Sound Tigers de Bridgeport               | LAH        | 68 | 9                | 23               | 32               | 28               | -                | -  | -                    | -                    | -                    |                      |                      |
| 2008-2009  | Sound Tigers de Bridgeport               | LAH        | 78 | 13               | 19               | 32               | 47               | 4                | 1  | 1                    | 2                    | 4                    |                      |                      |
| 2008-2009  | Islanders de New York                    | LNH        | 1  | 0                | 0                | 0                | 2                | -                | -  | -                    | -                    | -                    |                      |                      |
| 2009-2010  | Sound Tigers de Bridgeport               | LAH        | 80 | 19               | 26               | 45               | 64               | 5                | 1  | 1                    | 2                    | 12                   |                      |                      |
| 2010-2011  | Augsburger Panther                       | DEL        | 40 | 5                | 16               | 21               | 44               | -                | -  | -                    | -                    | -                    |                      |                      |
| 2011-2012  | Asiago HC                                | Serie A    | 44 | 15               | 28               | 43               | 82               | 4                | 1  | 2                    | 3                    | 12                   |                      |                      |
| 2012-2013  | Asiago HC                                | Serie A    | 44 | 23               | 52               | 75               | 72               | 15               | 12 | 24                   | 36                   | 14                   |                      |                      |
| 2013-2014  | Asiago HC                                | Elite A    | 39 | 26               | 42               | 68               | 34               | 11               | 1  | 5                    | 6                    | 12                   |                      |                      |
| 2014-2015  | Asiago HC                                | Serie A    | 37 | 16               | 40               | 56               | 64               | 17               | 14 | 11                   | 25                   | 16                   |                      |                      |
| 2015-2016  | Asiago HC                                | Serie A    | 39 | 19               | 45               | 64               | 49               | 8                | 3  | 7                    | 10                   | 22                   |                      |                      |
| 2016-2017  | Cardiff Devils                           | EIHL       | 49 | 18               | 29               | 47               | 24               | 4                | 0  | 2                    | 2                    | 0                    |                      |                      |
| 2017-2018  | Cardiff Devils                           | EIHL       | 56 | 14               | 38               | 52               | 71               | -                | -  | -                    | -                    | -                    |                      |                      |
| 2018-2019  | Cardiff Devils                           | EIHL       | 56 | 16               | 38               | 54               | 52               | 4                | 3  | 3                    | 6                    | 8                    |                      |                      |
| 2019-2020  | Cardiff Devils                           | EIHL       | 40 | 1                | 15               | 16               | 24               | -                | -  | -                    | -                    | -                    |                      |                      |
| Totaux LNH | Totaux LNH                               | Totaux LNH | 1  | 0                | 0                | 0                | 2                | -                | -  | -                    | -                    | -                    |                      |                      |

## Transactions en carrière
- 21 mai 2007 : signe un contrat comme agent libre avec les Islanders de New York.